# Богиш (Салаж)
Богиш (рум. Boghiș) насеље је у Румунији у округу Салаж у општини Богиш. Oпштина се налази на надморској висини од 257 m.

## Становништво
Према подацима из 2002. године у насељу је живело 1509 становника.

### Попис2002.
| Расподела становништва по националности 2002.‍ | Расподела становништва по националности 2002.‍ | Расподела становништва по националности 2002.‍ | Расподела становништва по националности 2002.‍ | Расподела становништва по националности 2002.‍ |
| --------------------------------------------- | --------------------------------------------- | --------------------------------------------- | --------------------------------------------- | --------------------------------------------- |
|                                               |                                               |                                               |                                               |                                               |
| Румуни                                        | Румуни                                        |                                               | 186                                           | 12,4%                                         |
| Мађари                                        | Мађари                                        |                                               | 1.111                                         | 73,8%                                         |
| Роми                                          | Роми                                          |                                               | 209                                           | 13,9%                                         |